# Alexandra Ndolo
Alexandra Ndolo (née le 13 août 1986 à Bayreuth) est une escrimeuse germano-kényane, avec pour arme de prédilection l'épée.

## Biographie
Alexandra Ndolo grandit à Bayreuth, seconde fille d'une mère polonaise et d'un père kényan. Sa mère se remarie ensuite, d'où sa nationalité allemande.
En suivant ses études aux États-Unis, elle pratique le pentathlon moderne sans faire de l'escrime qui ne figurait pas au programme. Elle revient ensuite en Allemagne où elle termine son lycée à Bayreuth puis s'installe à Bonn pour pouvoir pratiquer l'escrime. En 2006, elle décide enfin de se spécialiser dans l'épée.
En ayant déménagé à Bonn en 2007, elle s'entraîne désormais avec Manfred Kaspar et Dirk Schiffler qui sont demeurés ses entraîneurs depuis. En 2010, elle intègre l'équipe nationale B.
Elle débute aussi des études d'assistant technique médical qui fait partie de l'hôpital universitaire de Cologne. En 2011, elle obtient son diplôme d'État. Elle s'engage dans l'armée de terre allemande tout en poursuivant des études de psychologie des affaires à la Rheinische Fachhochschule de Cologne.
Son club est le Levallois Sporting Club Escrime avec lequel elle monte sur le podium lors des Championnats de France en 2016.
Elle remporte la médaille d'argent à l'épée lors des Championnats d'Europe d'escrime 2017.
En juillet 2021, elle pose en couverture de l'édition allemande de Playboy avec l'athlète Lisa Ryzih et la nageuse Marie Pietruschka.
En septembre 2022, elle ne participe plus aux compétitions internationales sous les couleurs allemandes, optant pour le Kenya. Elle remporte l'or à l'épée aux Championnats d'Afrique d'escrime 2023 au Caire, battant en finale l'Algérienne Inès El Batoul Taleb; il s'agit du premier titre continental de l'histoire de l'escrime kényane. Elle gagne également la compétition en 2024 et en 2025.